# Dompropstei Wiener Neustadt

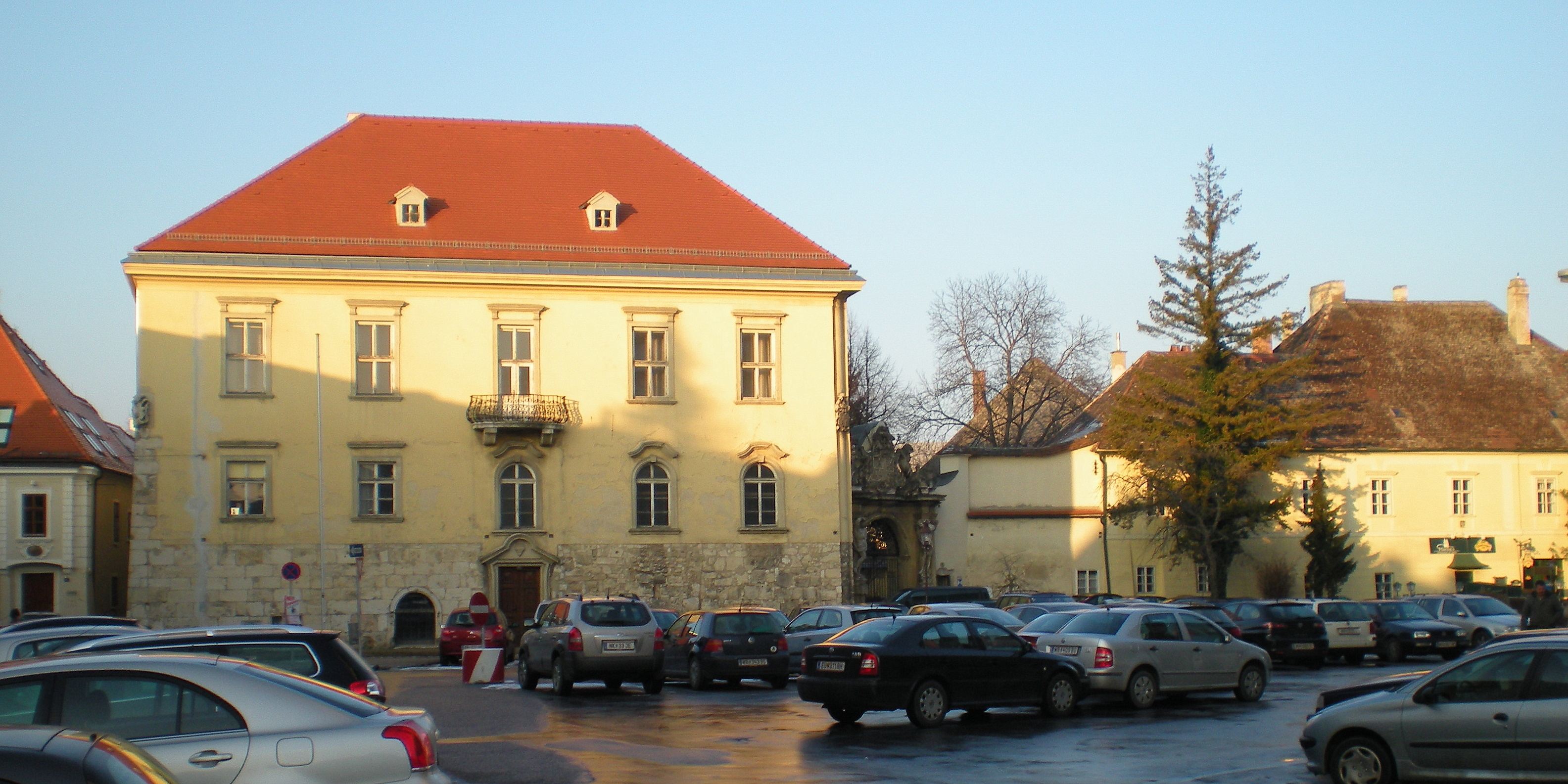
Dompropstei, Ansicht vom Domplatz

Die Dompropstei Wiener Neustadt ist Sitz des Propst-Pfarrers des Liebfrauendoms, der Propsteikirche von Wiener Neustadt. In der Zeit des Bestehens der Diözese Wiener Neustadt war sie von 1469 bis 1785 die Residenz des Bischofs.
Wesentliche Umbauten erfolgten unter den Bischöfen Melchior Khlesl um 1596 und Franz Anton von Puchheim um 1710.
Die Gebäude der Propstei sowie die an der Rückseite abschließende Mauer stehen unter Denkmalschutz (Listeneintrag, Listeneintrag, Listeneintrag).

## Beschreibung
Die Anlage besteht aus zwei langgezogenen, ungefähr in nord-südlicher Richtung orientierten Baukörpern, die einander gegenüber liegen. Zwischen ihnen befindet sich ein Hof, der zum Domplatz hin durch ein barockes Portal und an der Rückseite (zur Petersgasse) durch eine einfache Mauer abgeschlossen ist. In der nordöstlichen Ecke der Anlage springt der östliche Trakt zurück, sodass dort Platz für einen kleinen Hofgarten ist.
Angrenzend an den nordwestlichen Teil, vom Gebäude durch die schmale Melchior-Khlesl-Gasse getrennt, erstreckt sich zwischen Reyergasse, Petersgasse und Melchior-Khlesl-Gasse der zur Propstei gehörende Propsteigarten.

### Domplatz 1
Der westliche Trakt der Propstei ist ein zwei- bis dreigeschoßiges langgestrecktes Gebäude, das seine heutige Gestalt im 16. und 17. Jahrhundert erhielt. Der südliche Teil entstand aus der landesfürstlichen Residenz Herzog Leopolds V., nachdem diese in die Wiener Neustädter Burg verlegt worden war. Während das Gebäude sonst eine schlichte Fassade aus dem 17. Jahrhundert mit nur einzelnen Fenstern zur Straße zeigt, ist die Fassade des zum Domplatz hin orientierten Südteils in barocken Formen aus dem zweiten Viertel des 18. Jahrhunderts mit einem übergiebelten Kapellenportal und einem darüber angebrachten kleinen Obergeschoßbalkon gestaltet. Das Erdgeschoß besteht hingegen aus hochmittelalterlichem Quadermauerwerk.

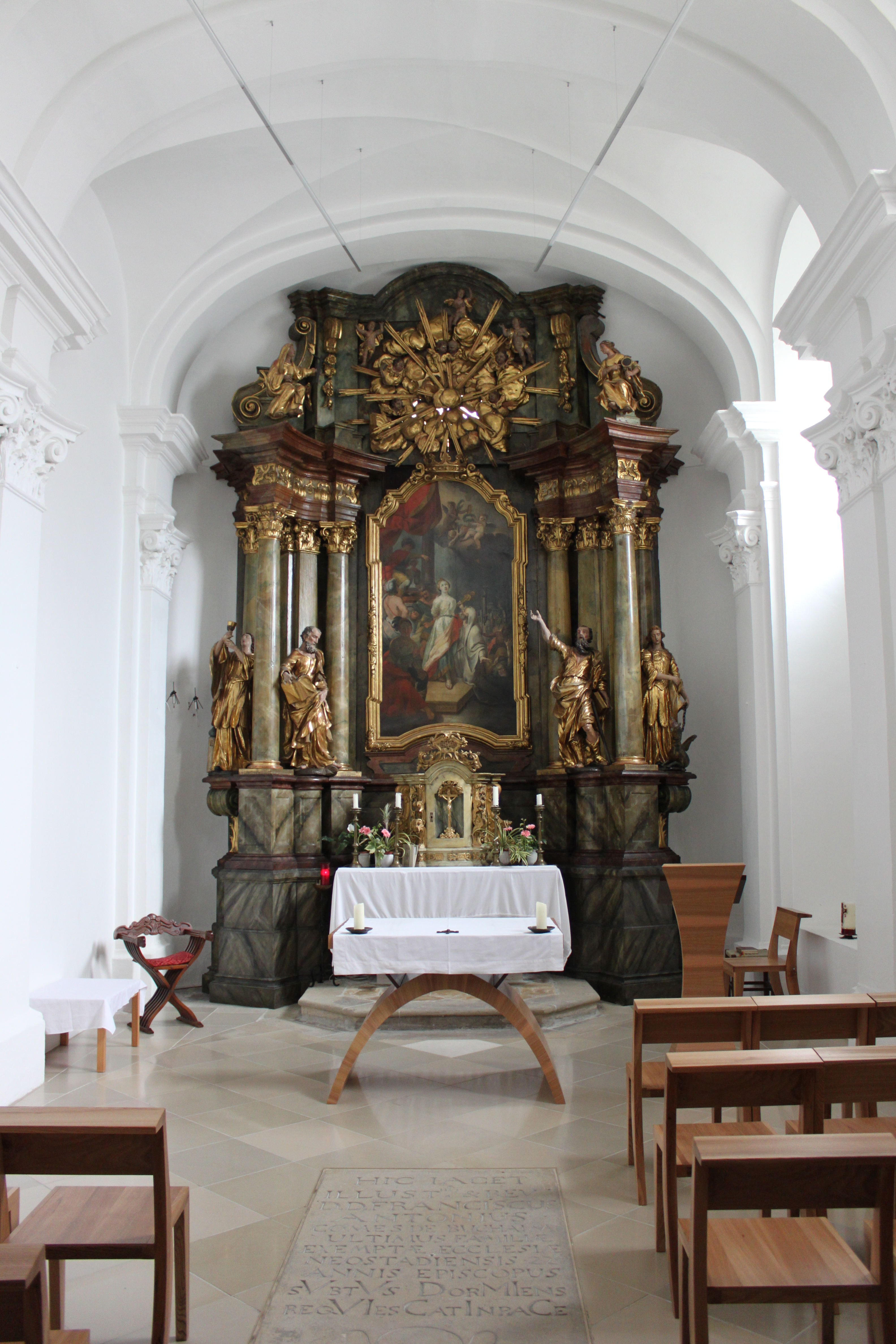
Katharinenkapelle

 An der Südwestecke ist eine Kartusche mit dem Wappen des Bischofs Khlesl und der Jahreszahl 1596, an der Südostecke  eine mit dem Wappen des Bischofs Puchheim (in der das Wappen auf dem Kopf steht, da mit ihm die Familie Puchheim ausstarb) angebracht.
Im nördlichen Erdgeschoß finden sich Reste einer hochmittelalterlichen Böschungsmauer; die Räume tragen Gewölbe teils aus dem 14./15., teils aus dem 16. Jahrhundert. Auch im Obergeschoß weisen die Räume teilweise Gewölbe auf. Wappensteine erinnern an die Bischöfe Khlesl (bezeichnet 1596) und Lambert Gruter (bezeichnet 1581).
Im Erdgeschoß des Südteils befindet sich die Katharinenkapelle, die ehemalige Bischofskapelle. Der barocke dreijochige Saalraum ist durch ein korbbogiges Kreuzgratgewölbe abgeschlossen. Die Einrichtung besteht aus einem spätbarocken Säulenretabelaltar mit einem Altarbild der Heiligen Katharina, außerdem Statuen der Heiligen Barbara und Paulus sowie Petrus und Margarethe. In Nischen an den Längswänden stehen Statuen der Heiligen Johannes Nepomuk und Franz Xaver.

### Domplatz 2

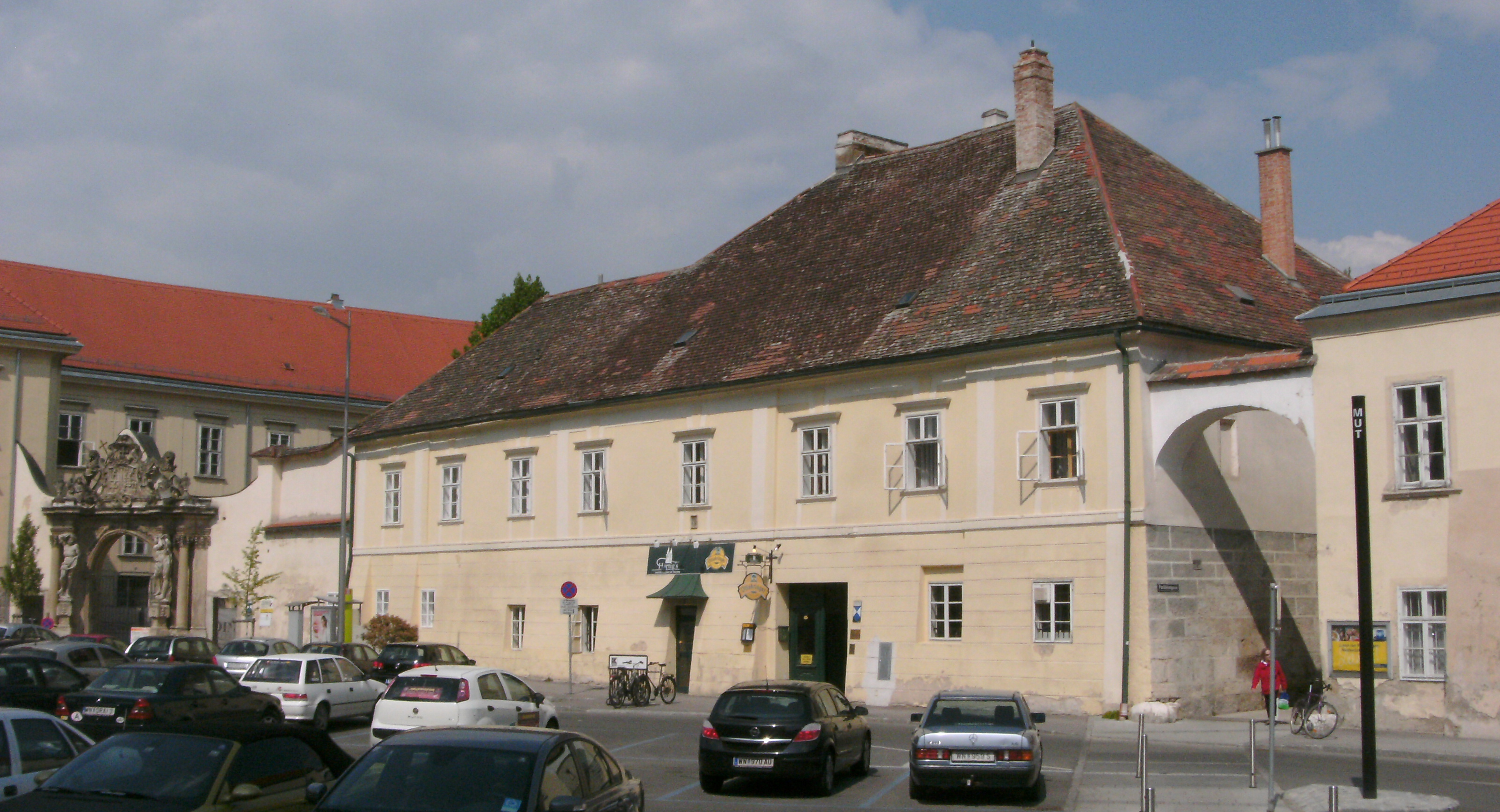
Domherrenhaus der Propstei

Der östliche, auch als Domherrenhaus bezeichnete Trakt der Propstei entstand aus zwei ursprünglich separaten L-förmigen, im Kern hochmittelalterlichen Gebäuden, die miteinander verbunden und unter Bischof Khlesl umgestaltet wurden (eine Bauinschrift im Hof ist mit 1607 bezeichnet). Eine teilweise Barockisierung folgte im 18. Jahrhundert. So ist auch die Front zum Domplatz im Stil des späten 18. Jahrhunderts gestaltet. Die östliche Seitenfront weist Quadermauerwerk und zwei spätmittelalterliche rechteckige Fenster mit Steingewänden auf, die Rückfront ein gotisches Lanzettfenster vom Ende des 13. Jahrhunderts.
In der mittelalterlichen Durchfahrt sind drei gotische Sitznischen aus der zweiten Hälfte des 13. Jahrhunderts erhalten.

### Hof und Portal

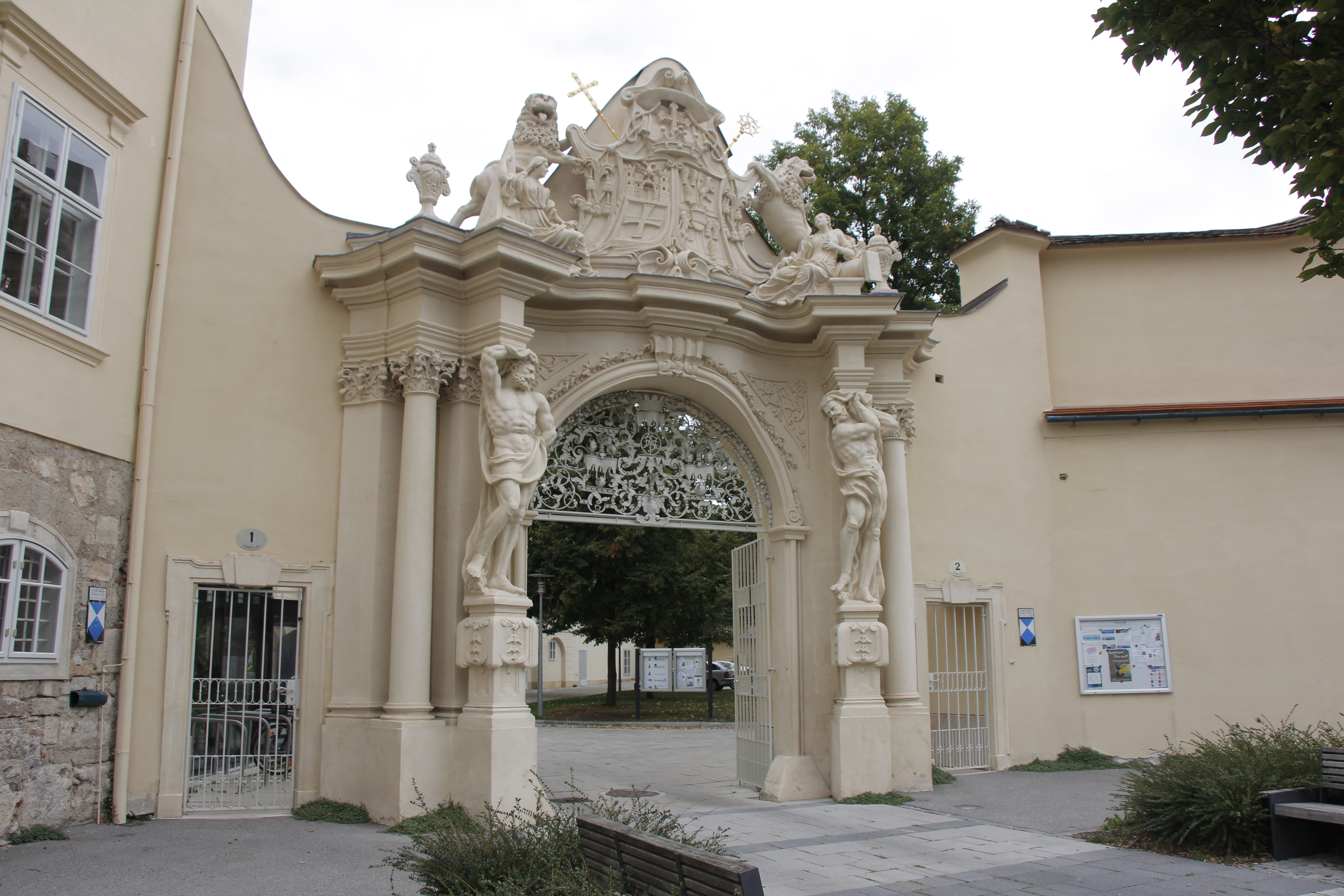
Portal zum Hof der Propstei

Der Hof der Propstei ist gegen den Domplatz durch ein hochbarockes Portal (entstanden um 1710) abgeschlossen. Das Rundbogentor ist von säulengerahmten Atlanten auf hohen Sockeln flankiert; es ist bekrönt von einem auf verkröpftem Gebälk sitzenden Auszug, auf dem Löwenfiguren eine Kartusche mit dem Wappen des Bischofs Puchheim halten. Das reich gestaltete Schmiedeeisengitter des Portals enthält in einer Lünette das Monogramm FCDP (für Franciscus Comes De Puchheim). Rechts und links vom Tor sind rechteckige Gehtüren angeordnet.
An der nördlichen Hofmauer sind mehrere aus dem Dom stammende Grabplatten aus dem 13. bis 17. Jahrhundert angebracht. An der Außenseite (zur Petersgasse) ist als Spolie ein Fragment einer Grabplatte aus der ersten Hälfte des 14. Jahrhunderts eingelassen.

### Propsteigarten
Der Garten ist von der Melchior-Khlesl-Gasse her durch ein Portal mit barocken Steingewänden zu betreten. Im Inneren erinnern Bauinschriften mit der Datierung 1540 an die Errichtung der Mauer durch Bischof Gregor Angerer.

## Bildergalerie

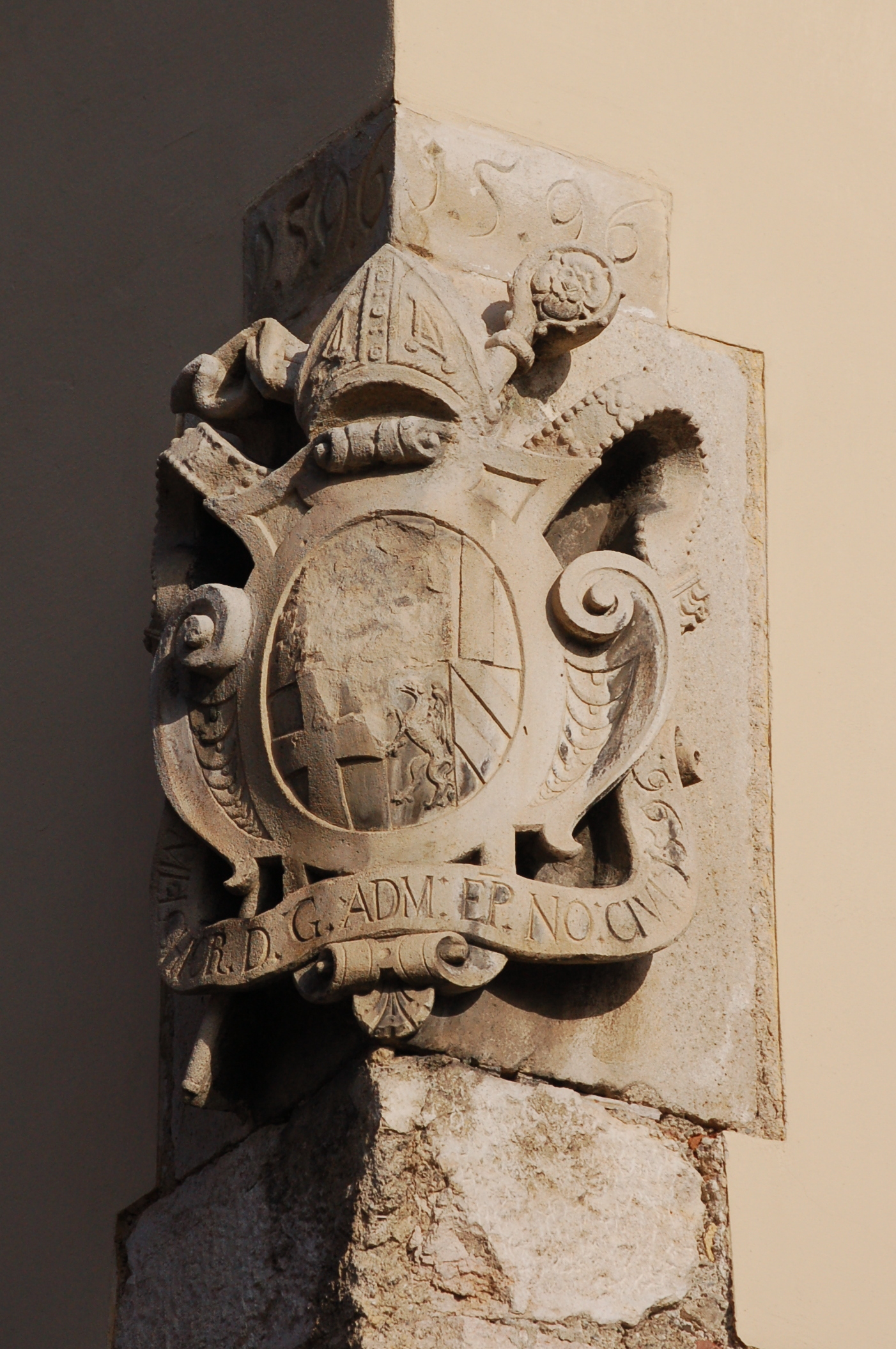
Wappen Melchior Khlesl
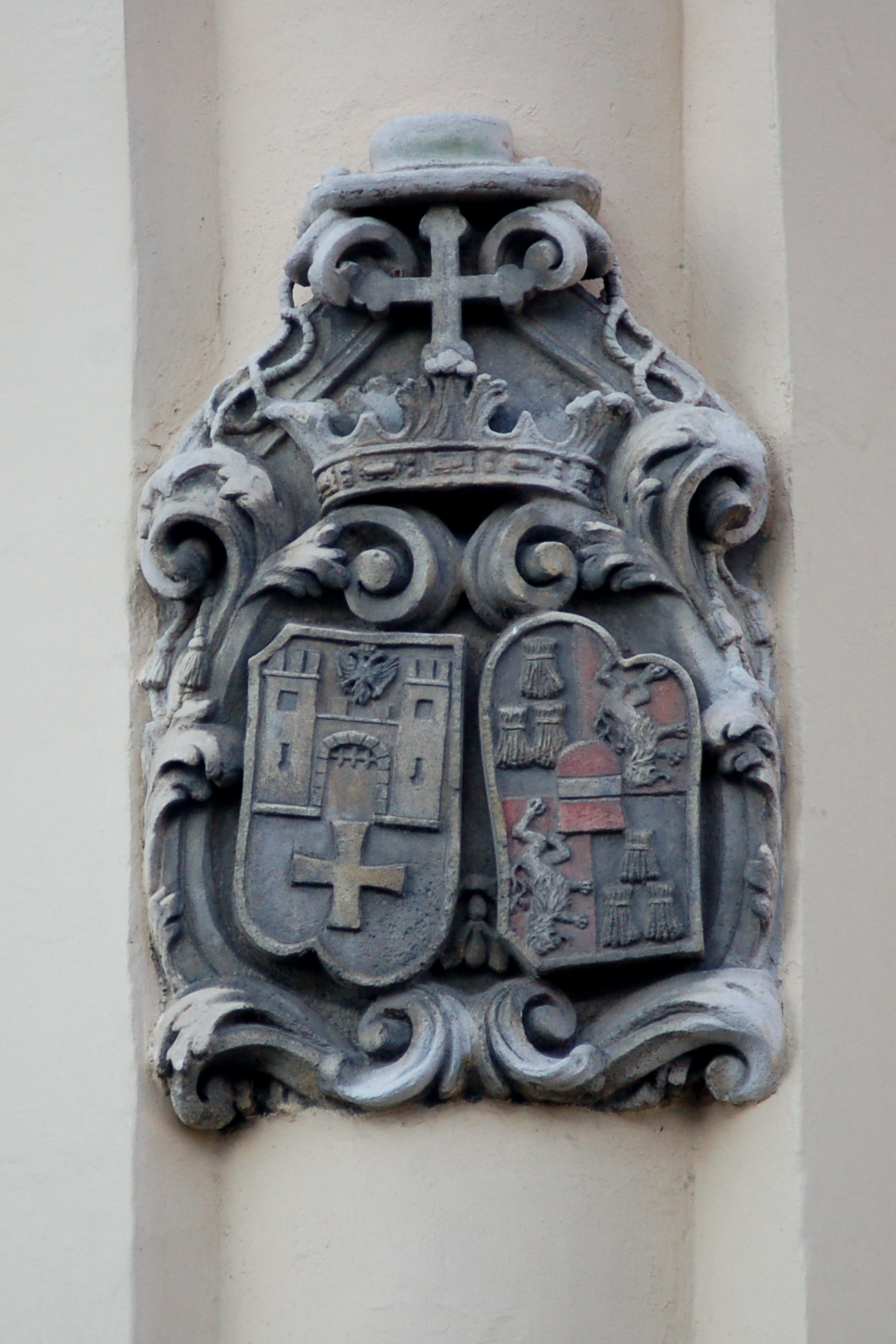
Wappen Franz Anton von Puchheim
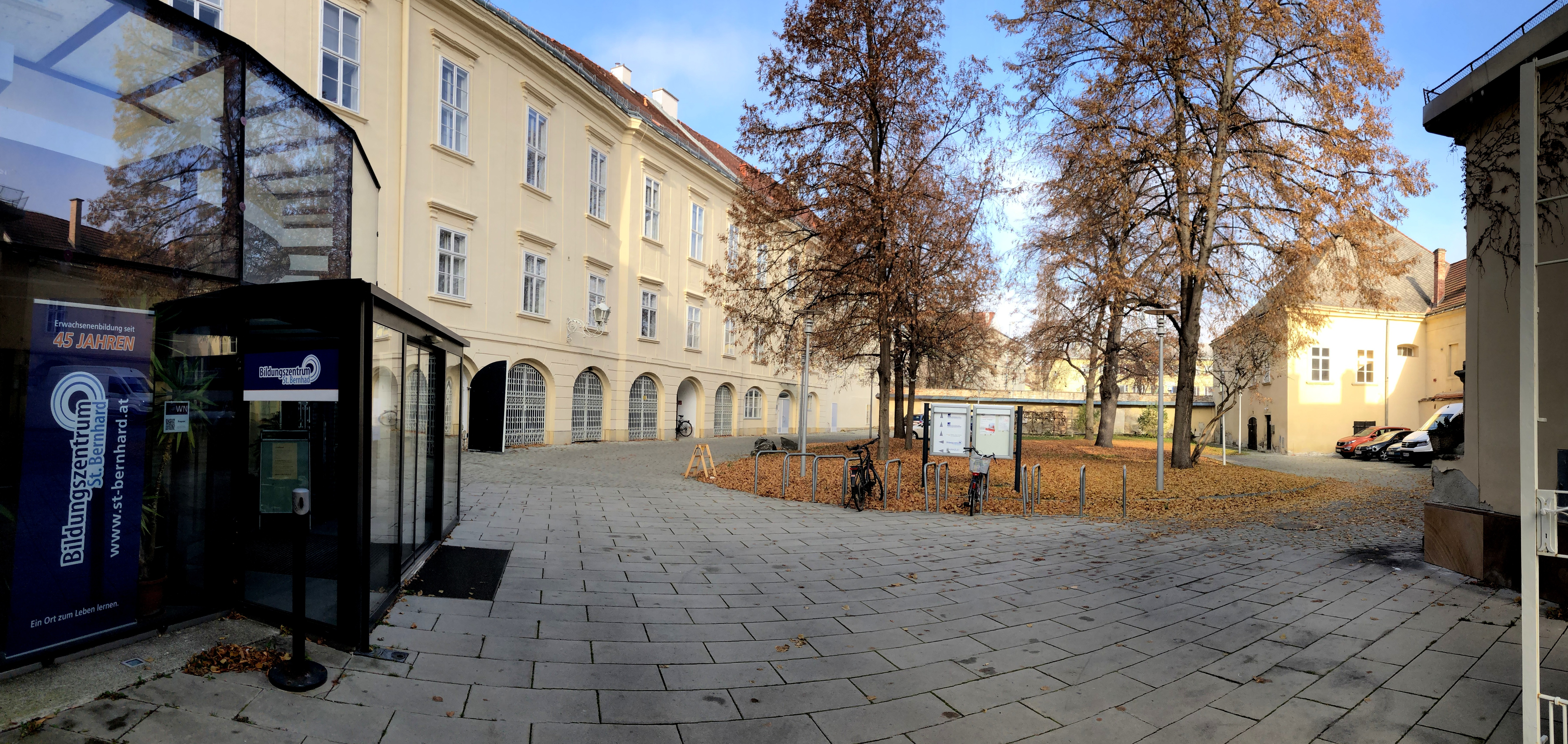
Hof
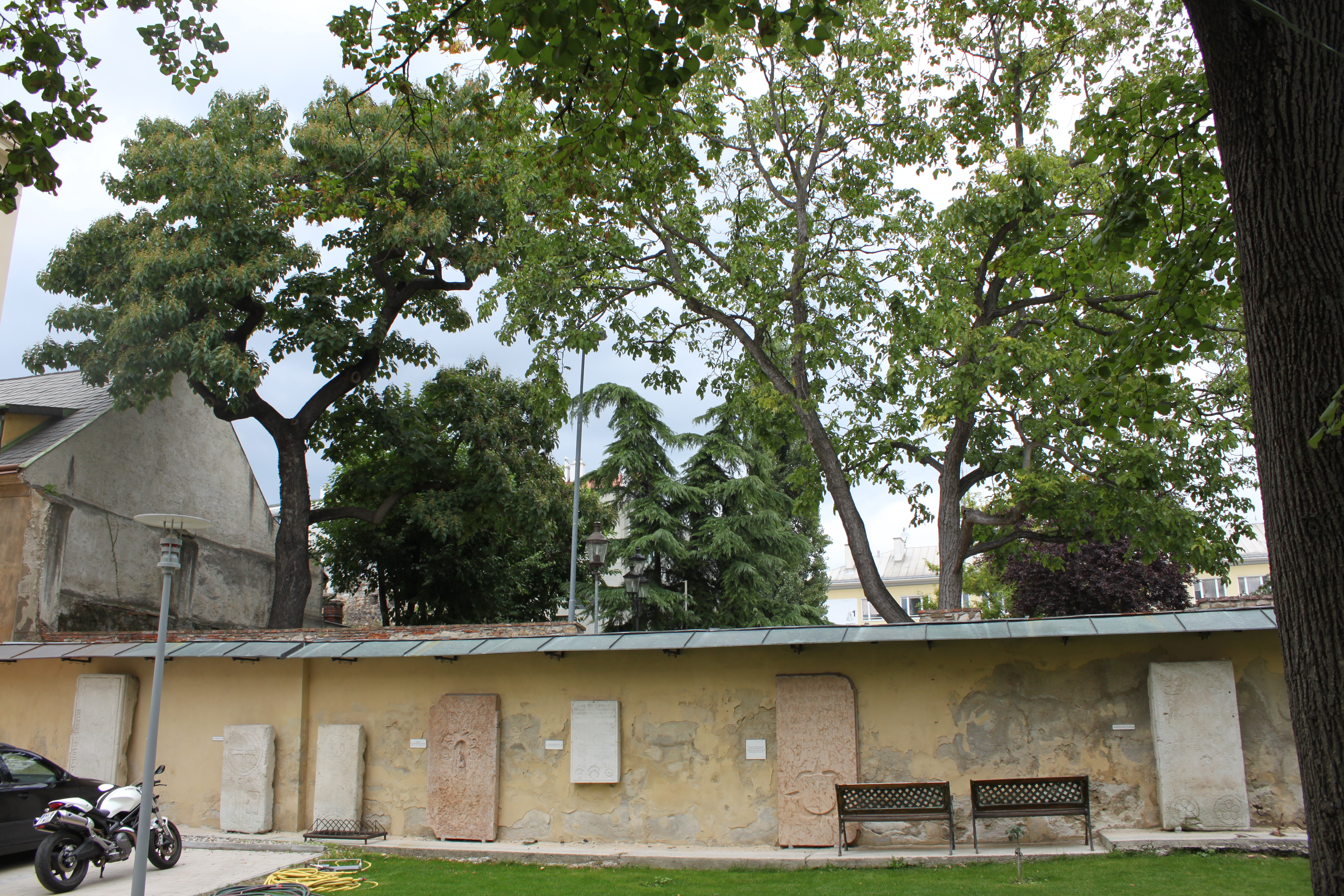
Lapidarium an der Hofmauer
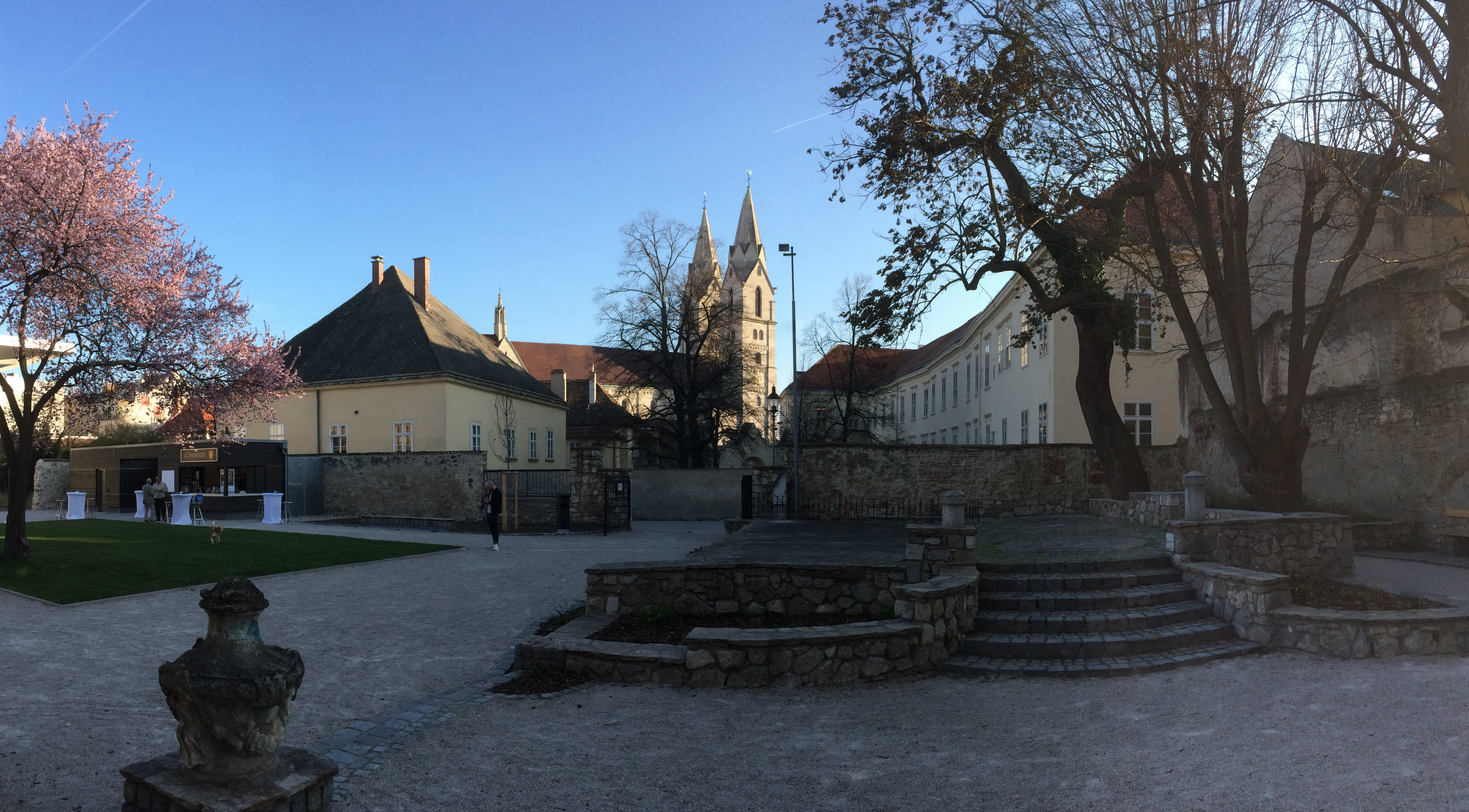
Rückansicht der Propstei vom Bürgermeistergarten aus gesehen
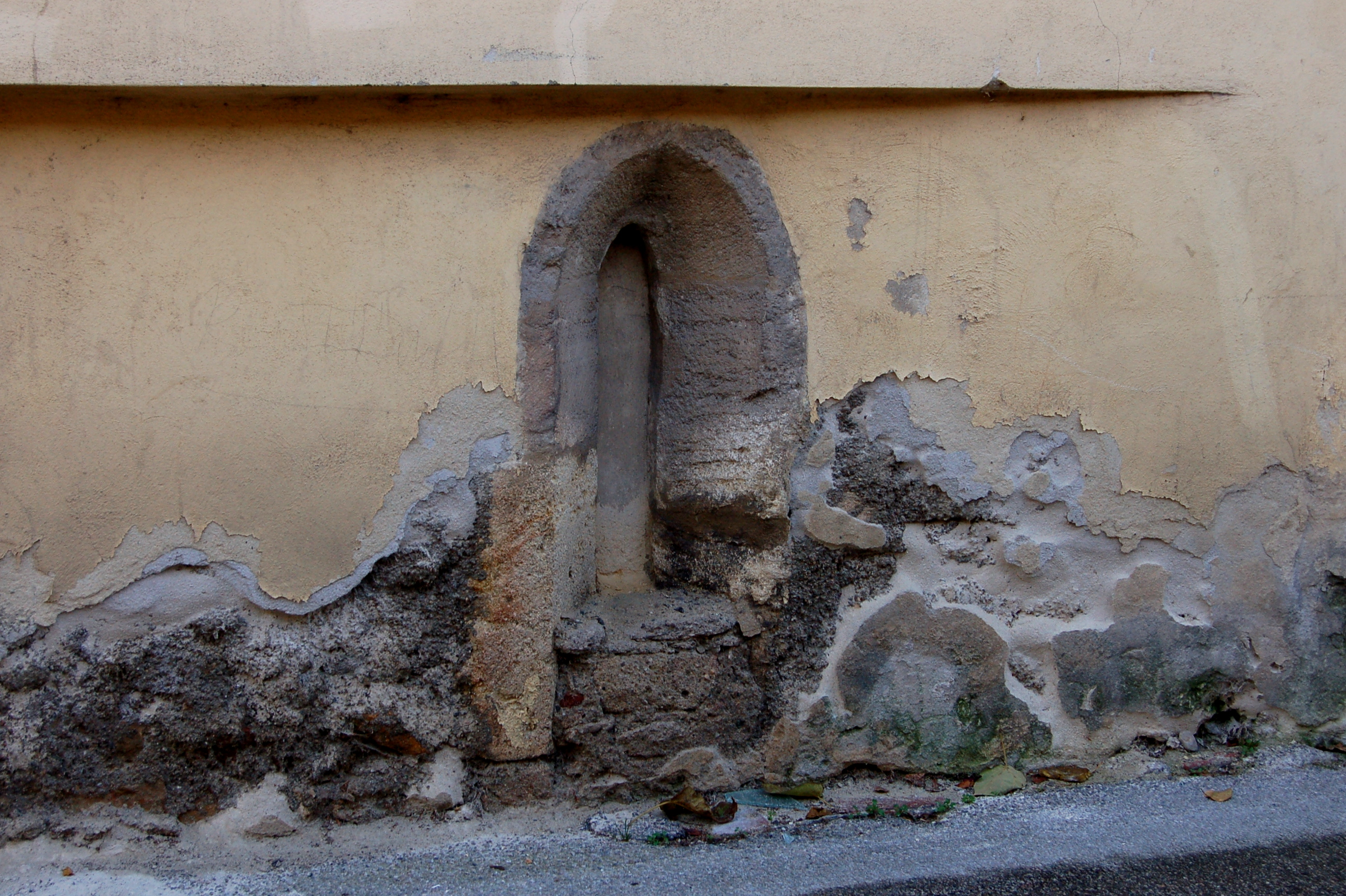
Gotisches Lanzettfenster an der Rückfront zur Petersgasse
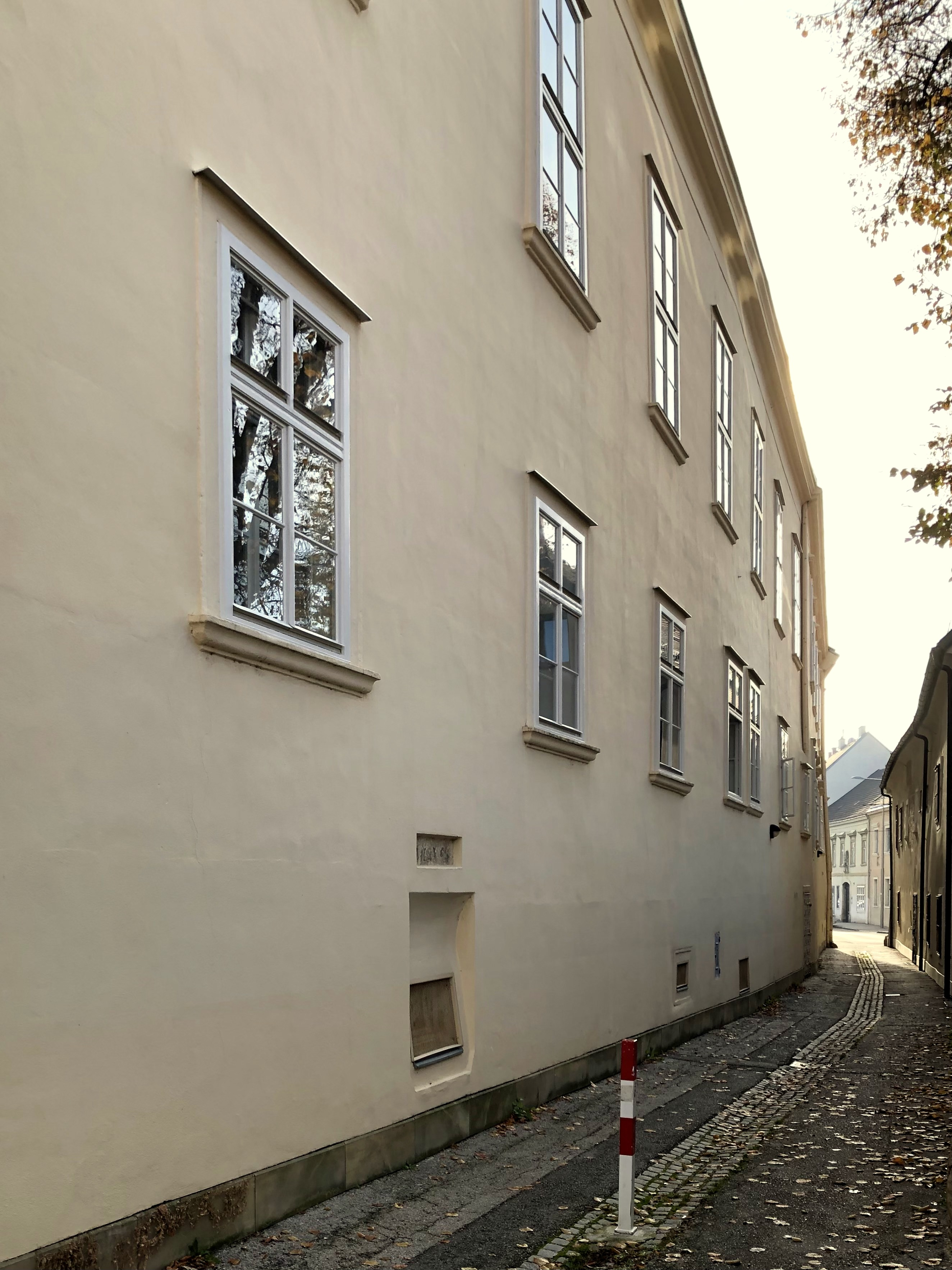
Seitenfront zur Melchior-Khlesl-Gasse
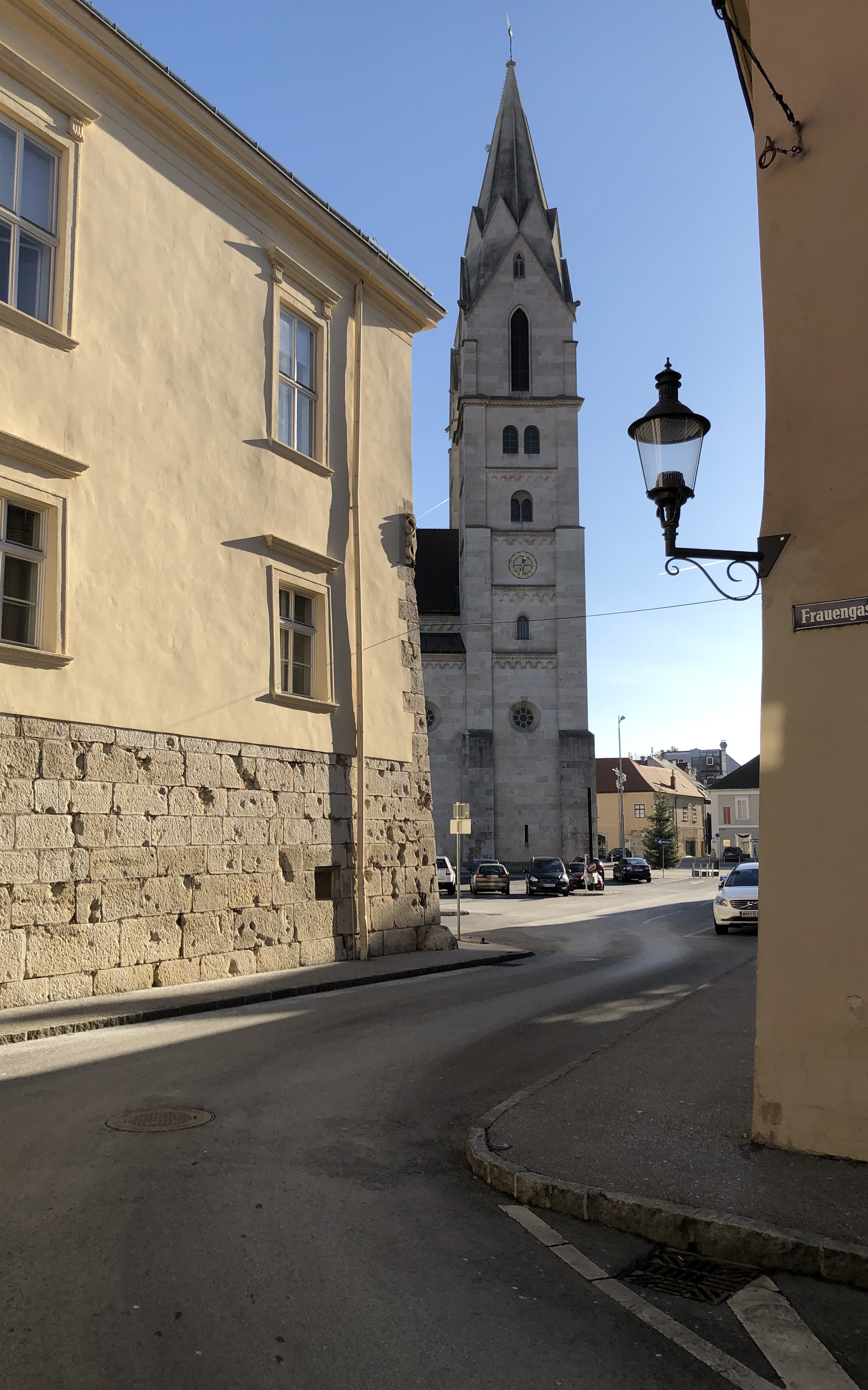
Ecke zum Domplatz